# Offensive de Qousseir
Pour les articles homonymes, voir Bataille de Qousseir.
Guerre civile syrienne
Batailles
L'offensive de Qousseir est lancée le 4 avril 2013 par les forces armées syriennes et le Hezbollah lors de la guerre civile syrienne avec pour objectif de reprendre les villages aux alentours de Qousseir puis de reprendre la ville. La région sert d'approvisionnement aux rebelles combattant à Homs.

## Prélude
Le 17 février, un accrochage a lieu près de Qousseir en territoire syrien, à proximité de la frontière libanaise, entre l'Armée syrienne libre (ASL) et le Hezbollah. Six rebelles syriens et trois miliciens libanais sont tués, ce qui provoque de fortes tensions entre l'ASL et le mouvement chiite. Le 19 février, Selim Idriss, le chef d'état-major de l'Armée syrienne libre, lance un ultimatum au Hezbollah qu'il menace de frapper si celui-ci ne cesse pas ses opérations militaires en Syrie dans les 48 heures. Le 22 février, après l'expiration de l'ultimatum, le général Selim Idriss déclare que des attaques ont été menées à Qousseir en Syrie, et à Hermel au Liban. Dans la nuit du 23 au 24 février, des combats éclatent à Wadi Khaled, dans le nord du Liban. L'armée syrienne ouvre également le feu contre des hommes armés en direction du territoire libanais.
En avril, deux cheikhs salafistes libanais, Ahmad al-Assir et Salem al-Rafii, appellent au djihad en Syrie pour défendre les sunnites de la région de Homs. Ahmad al-Assir annonce notamment la création des « brigades de la résistance libre » et émet un fatwa « qui impose à tout musulman à l'intérieur et l'extérieur du Liban (...) d'aller en Syrie et de défendre ses habitants et ses mosquées notamment à Qousseir et à Homs ».
Au Liban, à partir de février 2013 des troubles secouent également la région d'Aarsal, dans la plaine de la Bekaa. Selon l'universitaire Fabrice Balanche : « Arsal, dans la plaine de la Bekaa, est une poche sunnite qui, depuis des mois, est la base arrière des rebelles syriens qui s'infiltrent en Syrie, et notamment à Qousseir. Le mois dernier, la tension est montée d'un cran à la frontière syro-libanaise. Des combattants du Hezbollah, le parti chiite libanais, sont intervenus au nord de Qousseir, en Syrie, contre des rebelles. La Syrie avait alors prévenu le Liban que si l'armée libanaise n'intervenait pas pour empêcher les infiltrations de rebelles syriens depuis son territoire, elle le ferait elle-même. Pour l'armée libanaise, intervenir dans les zones sunnites pose un problème. La coalition du 14 mars et notamment le parti du Futur, de l'ancien premier ministre sunnite Rafic Hariri, qui est dans l'opposition au Liban, s'oppose à toute intervention de l'armée dans les zones sunnites car elle l'accuse de faire le jeu du régime syrien et du Hezbollah. Le premier ministre libanais, Najib Miqati, qui est sunnite, ne veut pas se couper de son électorat. Il modère donc l'armée et ne l'envoie pas nettoyer les poches de rebelles syriens ».

## Déroulement

### Progression gouvernementale sur Qousseir
Le 11 avril, l'armée syrienne, soutenue par des combattants du Hezbollah, attaque et capture le village perché stratégique de Tell al-Nabi. Des combats sporadiques continuent les jours suivants. 40 miliciens du Hezbollah et soldats syriens sont tués dans la bataille pour le contrôle de la colline.
Les semaines qui s'ensuivent, forces gouvernementales et rebelles s'affrontent, notamment pour le contrôle de la base aérienne d'Al-Dabaah (en) (qui ne disposait pas d'avions) près de Qousseir. La base est prise le 18 avril par l'Armée syrienne libre avant d'être reprise un mois plus tard par les loyalistes. Le Hezbollah se déploie à Al-Nizariyah tandis que les loyalistes bombardent puis reprennent Al-Buwaydah al-Sharqiyah (en), Abel, Shumariyeh, Al-Ghassaniyah et traversent l'Oronte. Du fait de la proximité de la région avec la frontière libanaise, plusieurs roquettes se sont abattues sur la ville libanaise de Hermel.
Le 18 avril, après des semaines de combat, les rebelles remportent un succès en capturant la base aérienne de Dabaa près de Qousseir.
Le 20 avril, l'armée syrienne et le Hezbollah prennent le village de Radouaniyé,. Le même jour au Liban, des roquettes tombent sur la ville d'Hermel.
Le 21 avril, le régime syrien affirme avoir repris la localité de Saqraja.
Le 10 mai, soit un peu plus d'une semaine avant l'assaut sur Qousseir, des avions de l'armée de l'air syrienne larguent des tracts sur Qousseir incitant les civils à fuir et les rebelles à se rendre, mettant en garde contre une offensive imminente des forces syriennes sur la ville alors détenue par les insurgés.
Les 18-19 mai, l'encerclement de Qousseir devient effectif et une force du Hezbollah se dirige vers la ville.

### Ultime poche rebelle au nord de Qousseir
Après la prise de Qousseir, les combats et les bombardements se poursuivent au nord de la ville, dans les villages de Dabaa et de Boueida al-Charqiya, où se sont repliés rebelles et civils, parmi lesquels figurent des centaines de blessés,. Dabaa est pris par l'armée syrienne et le Hezbollah le 6 juin. Le 8 juin, Boueida al-Charqiya tombe à son tour, toute la région de Qousseir est alors reconquise par le régime syrien.
Le 8 juin, plusieurs dizaines de réfugiés, de rebelles et de blessés venus de Qousseir trouvent refuge au Liban, dans la région d'Aarsal,,. Au moins 87 Syriens blessés sont transportés dans des hôpitaux libanais.